# Посёлок центральной усадьбы совхоза «40 лет Октября»
Центральной усадьбы совхоза «40 лет Октября» — посёлок в Зарайском районе Московской области, в составе муниципального образования сельское поселение Машоновское (до 29 ноября 2006 года входил в состав Черневского сельского округа).

## Население
| 2002 | 2006  | 2010  |
| ---- | ----- | ----- |
| 993  | ↗1017 | ↘1001 |

## География
Посёлок расположен в 18 км на запад от Зарайска, в междуречье Большой Смедовы и Тюфитки, высота центра посёлка над уровнем моря — 193 м.

## История
Свиноводческий совхоз им. Кагановича был образован в 1933 году, в 1957 году получил название «40 лет Октября». В Центральной усадьбе на 2016 год 8 улиц, посёлке связан автобусным сообщением с райцентром и соседними населёнными пунктами, имеются средняя общеобразовательная школа, поселковый дом культуры, детский сад общеразвивающего вида № 17 «Детство», амбулатория, отделение почтовой связи, сельская библиотека-филиал № 21.
«Посёлок центральной усадьбы совхоза „40 лет Октября“» является самым длинным географическим названием в России.